# Synaptotanais notabilis
Synaptotanais notabilis is een naaldkreeftjessoort uit de familie van de Tanaidae. De wetenschappelijke naam van de soort is voor het eerst geldig gepubliceerd in 1981 door Sieg & Winn.